# Georges Bellenger (aviateur)
Pour les articles homonymes, voir Georges Bellenger (graveur) et Bellenger.
Georges Marie Bellenger, né le 19 septembre 1878 à Évreux (Eure) et décédé le 22 décembre 1977 au Pecq (Yvelines), est un officier français, pilote de l'aviation française.
Georges Bellenger se passionne pour l'aviation en France au début du XXe siècle et fait partie des précurseurs de la reconnaissance et de la photographie aérienne dans le milieu militaire.

## Biographie
Georges naît à Évreux fils de Marie, Pierre, René, Émile Bellenger, avoué de profession, et de Marie Eugénie Aglaé Gibert, son épouse.
Georges Bellenger entre à l'école polytechnique le 1er octobre 1898. En octobre 1902, il en sort en tant que sous-lieutenant et est affecté à l'École d'application d'artillerie de Fontainebleau. Il reçoit son 2e galon au 40e d'artillerie lors de son affectation au régiment en garnison à Saint-Mihiel avant d'être nommé au 5e bataillon d'artillerie à pied à Verdun. En 1904-1905, un des articles du capitaine Ferdinand Ferber, paru dans la Revue d'Artillerie, retient son attention : il entreprend l'expérimentation de cerfs-volants.
En tant qu'artilleur, il est autorisé à effectuer un stage au bataillon d'aérostiers de Versailles du 1er avril 1906 au 30 juin. Sa première ascension se déroule le 21 avril dans un ballon en coton de 980 m3 gonflé au gaz d'éclairage. Il obtient le brevet de pilote de ballons libres no 95 de l'Aéro-Club le 3 octobre 1907 après avoir effectué sa dixième ascension.
Pilote de ballon libre au début de l'aérostation, il participe brillamment à de nombreux concours. Il obtient en particulier la deuxième place du concours international de photographie aérienne de l'Aéro-Club en 1907. Il bat le record de distance pour petits cubes le 8 décembre 1908 en effectuant un périple qui le conduit du parc de l'Aéro-Club à Saint-Cloud, jusqu'à la mer Baltique à bord d'un ballon de 600 m3. Il obtient le brevet d'aérostier militaire no 43 le 30 janvier 1909.
Pendant son passage à l'établissement d'aviation militaire de Vincennes, du 15 janvier 1910 au 30 septembre 1912, il est sous les ordres du lieutenant-colonel Estienne, qui lui remet l'insigne de chevalier de la Légion d'honneur. Membre de l'Aéro-Club de France naissant, en contact avec les pionniers de l'aviation tels que Ferber, Hubert Latham ou Louis Blériot, il obtient le brevet de pilote civil no 45 le 25 avril 1910, et se fait remarquer aux Grandes manœuvres de 1910 par la qualité de ses observations : présent, le général Gallieni le fait immédiatement promouvoir capitaine.

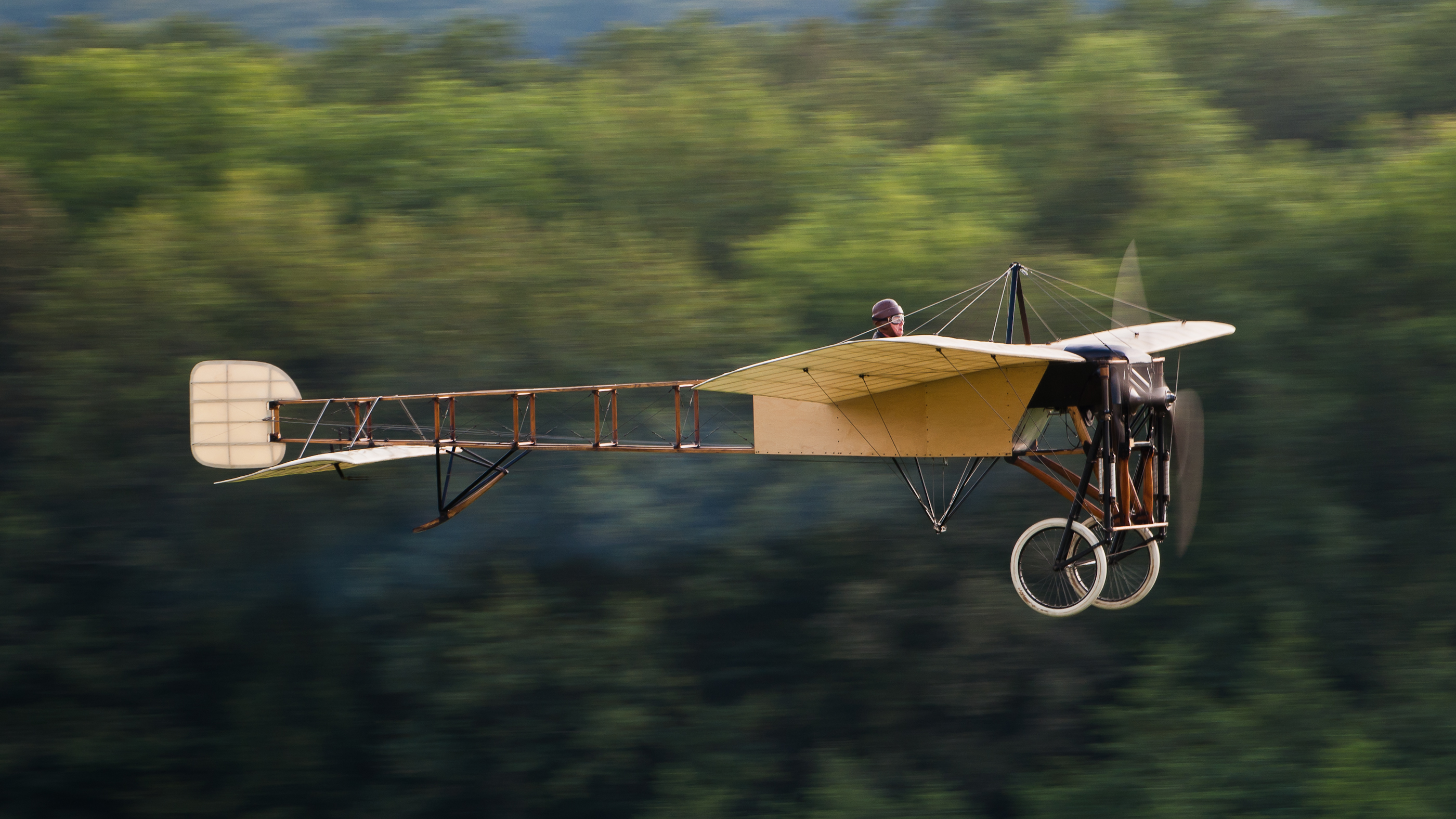
Le Blériot XI, instrument de la réussite du Paris-Bordeaux-Pau.

En 1910, il se classe second au Grand Prix des Ballons de l'Aéro-Club de France : parti de Saint-Cloud, il atterrit dans le Tyrol autrichien.
En 1911, vainqueur du raid Paris-Pau, il est célébré dans sa ville natale en digne successeur des exploits de Blériot, concepteur de son aéroplane.
En 1912, le capitaine Bellenger est désigné pour installer et diriger au camp d'Avord, près de Bourges, une école d'aviation. Il y forme l'escadrille no 3 qui est devenue pendant la guerre, la fameuse escadrille des Cigognes,.
En 1913, après réception à l'école de guerre, il part trois mois dans les Balkans « pour comparer faits et doctrines ». Le rapport qu'il en tire provoque d'abord l'hilarité, mais les renseignements venus ensuite confirment ses observations et lui valent une lettre de satisfaction pour ses réelles qualités d'observation, il s'ensuit cependant des appréciations mitigées de la part de ses professeurs à l'école de guerre : « Bellenger : intelligent et sympathique, - a malheureusement trop d'idées personnelles pour être propre au travail collectif d'un État-major ».
Promoteur parmi d'autres de la photographie aérienne, ses renseignements contribuent à la victoire de la Marne en 1914.
Le 1er septembre 1914, il prend le commandement de l'Aviation de la 6e Armée dont l'intervention à la bataille de l'Ourcq est des plus efficaces et où il a l'occasion d'organiser l'observation d'artillerie par avion, puis la photo aérienne du front, avant d'être mis à la disposition de la direction de l'aéronautique du ministère de la Guerre.
Ne voulant pas rester loin de l'action, il passe, sur sa demande, dans l'artillerie de mai 1915 à fin août 1918 où il est sérieusement blessé. Il termine la guerre avec six citations.
Mobilisé à sa demande en 1939, alors âgé de 61 ans, il prend en charge un régiment de batteries anti-chars pour la réserve générale d’artillerie (R.G.A.) et en profite pour inspecter le front entre Longwy et Valenciennes. Ses observations lui permettent de proposer à l'état major dès le 22 mai une stratégie pour stopper l'avance allemande. En conflit avec un état-major conservateur, il est renvoyé en permission forcée. Sa stratégie n'est mise en œuvre que dix jours plus tard, mais trop tard et trop timidement[source insuffisante].
Réfugié avec sa famille à Annecy, il correspond avec le lieutenant Théodose Morel (Tom), alors chef du maquis des Glières. Il participe à l'entraînement des maquisard, mais fait part à Tom de ses craintes quant au concept de plateau forteresse tel que pratiqué dans le Vercors, préférant une guerre de maquis. Cette préparation a permis de limiter fortement les pertes lors de l'attaque allemande des Glières.
Georges Bellenger décède le 22 décembre 1977 au Pecq où un service religieux est réalisé à l'église Saint-Wandrille avec les honneurs d'un détachement de l'armée de l'air. L'inhumation est exécuté à Évreux, sa ville natale.

## Publications
- [1912] L'aviation militaire : son utilité démontrée à l'aide de quelques faits de guerre  (Conférence faite à la Sorbonne, le 11 février 1912), Paris, Berger-Levrault, 1912, 18 p., 23 cm (OCLC 3672590, BNF 31789266, SUDOC 105914622, présentation en ligne).
- [1914] Notes sur l'emploi de l'artillerie dans la campagne des Balkans  (Extrait de la Revue d'artillerie, novembre 1913 et janvier-février 1914), Nancy, impr. de Berger-Levrault, 1914, 56 p., in-8o (OCLC 557910037, BNF 31789279, SUDOC 098993828).
- [2017] Carnets de guerre, 1914-1915 : ce qui n'a pas été dit, Paris, l'Hexaèdre éditeur, coll. « Collection Archives  (ISSN 2497-4323) », 2017, 340 p., 23 cm (ISBN 978-2-919271-08-5, OCLC 1005727755, BNF 45360879, SUDOC 220928576, présentation en ligne).

## Distinctions et hommages

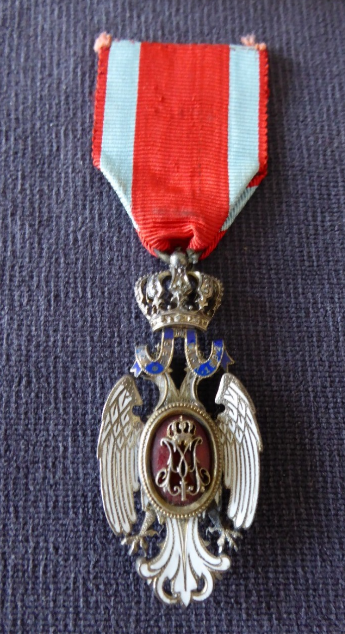
Aigle blanc de Serbie 1911.

- Officier de l'instruction publique (palmes académiques) le 16 juin 1910 à l'aéro-club ;
- Médaille de l'académie des sports pour ses remarquables exploits d'aviateurs - 26 janvier 1911 ;
- Nommé chevalier en 1911, il est promu officier de la Légion d'honneur à titre militaire en 1920[12] après réparation des injustices (Commission Fayolle) arrêté du 13 août 1920) ;
- Croix de guerre 1914-1918 (six citations : 1 armée, 2 CA, 2 DI, 1 régiment) ;
- Ordre de l'Étoile d'Éthiopie ;
- Ordre de l'Aigle blanc (Serbie) - Remise par le roi Pierre 1er de Serbie pour une démonstration de vol sous la pluie et le vent relatée par la presse ;
- Military Cross (Royaume-Uni) - décerné le 31 mai 1919, probablement à la suite des observations pour la 1re bataille de la Marne de septembre 1914 ;
- Son nom est donné à l'un des hangars de l'aérodrome d'Évreux en 1913. Devenu base 105 en 1944, un nouveau hangar « Halte aérienne Bellenger » est inauguré le 16 juin 2018[13].